# Antennas to Hell
Antennas to Hell es el primer álbum recopilatorio de grandes éxitos de la banda de metal alternativo estadounidense Slipknot. Salió a la venta el 23 de julio de 2012 en el Reino Unido y 24 de julio de 2012 en Estados Unidos, a través de la compañía discográfica Roadrunner Records. El álbum incluye sencillos de éxito, favoritos de los fanes y temas en vivo. La versión de dos discos cuenta con un CD extra en directo de Slipknot en el Download Festival 2009 en Donington Park, Inglaterra. Es el primer álbum lanzado por la banda desde la muerte del bajista Paul Gray, fallecido en 2010.

## Lista de canciones
Todas las canciones escritas y compuestas por Slipknot. 
| N.º | Título                                                                         | Duración |  |
| 1.  | «(sic)» (de Slipknot, 1999)                                                    | 3:19     |  |
| 2.  | «Eyeless» (de Slipknot, 1999)                                                  | 3:56     |  |
| 3.  | «Wait and Bleed» (de Slipknot, 1999)                                           | 2:27     |  |
| 4.  | «Spit It Out» (de Slipknot, 1999)                                              | 2:39     |  |
| 5.  | «Surfacing» (de Slipknot, 1999)                                                | 3:38     |  |
| 6.  | «People = Shit» (de Iowa, 2001)                                                | 3:35     |  |
| 7.  | «Disasterpiece» (de Iowa, 2001)                                                | 5:08     |  |
| 8.  | «Left Behind» (de Iowa, 2001)                                                  | 4:01     |  |
| 9.  | «My Plague (New Abuse Mix)» (de My Plague Single, 2002)                        | 3:04     |  |
| 10. | «The Heretic Anthem (Live)» (de Disasterpieces, 2002 - Original de Iowa, 2001) | 4:08     |  |
| 11. | «Purity (En vivo)» (de Disasterpieces, 2002 - Original de Slipknot, 1999)      | 4:36     |  |
| 12. | «Pulse of the Maggots» (de Vol. 3: (The Subliminal Verses), 2004)              | 4:19     |  |
| 13. | «Duality» (de Vol. 3: (The Subliminal Verses), 2004)                           | 4:12     |  |
| 14. | «Before I Forget» (de Vol. 3: (The Subliminal Verses), 2004)                   | 4:38     |  |
| 15. | «Vermilion» (de Vol. 3: (The Subliminal Verses), 2004)                         | 5:16     |  |
| 16. | «Sulfur» (de All Hope Is Gone, 2008)                                           | 4:38     |  |
| 17. | «Psychosocial» (de All Hope Is Gone, 2008)                                     | 4:43     |  |
| 18. | «Dead Memories» (de All Hope Is Gone, 2008)                                    | 4:28     |  |
| 19. | «Snuff» (de All Hope Is Gone, 2008)                                            | 4:36     |  |

## Personal
- Sid Wilson - Turntablism, Teclados
- Joey Jordison - Batería
- Paul Gray - Bajo eléctrico
- Chris Fehn - Percusión
- Jim Root - Guitarra
- Craig Jones - Teclados, Sampler
- Shawn Crahan - Percusión
- Mick Thomson - Guitarra
- Corey Taylor - Vocalista

- Datos: Q719826